# Galeopsis pubescens
La canapetta pubescente (nome scientifico Galeopsis pubescens Besser, 1809) è una piccola pianta erbacea dai fiori labiati appartenente alla famiglia delle Lamiaceae.

## Etimologia
Linneo nel 1753 nel creare il nome generico di queste piante ha pensato indubbiamente alla forma di “elmo” del labbro superiore della corolla. Galeopsis è un antico nome greco/latino (derivato da "galea" = casco) già usato da Gaio Plinio Secondo (Como, 23 – Stabiae, 25 agosto 79]), scrittore, ammiraglio e naturalista romano, per qualche pianta simile alle ortiche. L'epiteto specifico (pubescens) significa "con peluria, peloso" e fa riferimento alle facce delle foglie densamente pelose.
Il nome scientifico della specie è stato definito per la prima volta dal botanico austriaco Wilibald Swibert Joseph Gottlieb von Besser  (1784-1842) nella pubblicazione "Primitiae Florae Galiciae Austriacae Utriusque - ii. 27. 1809" del 1809.

## Descrizione

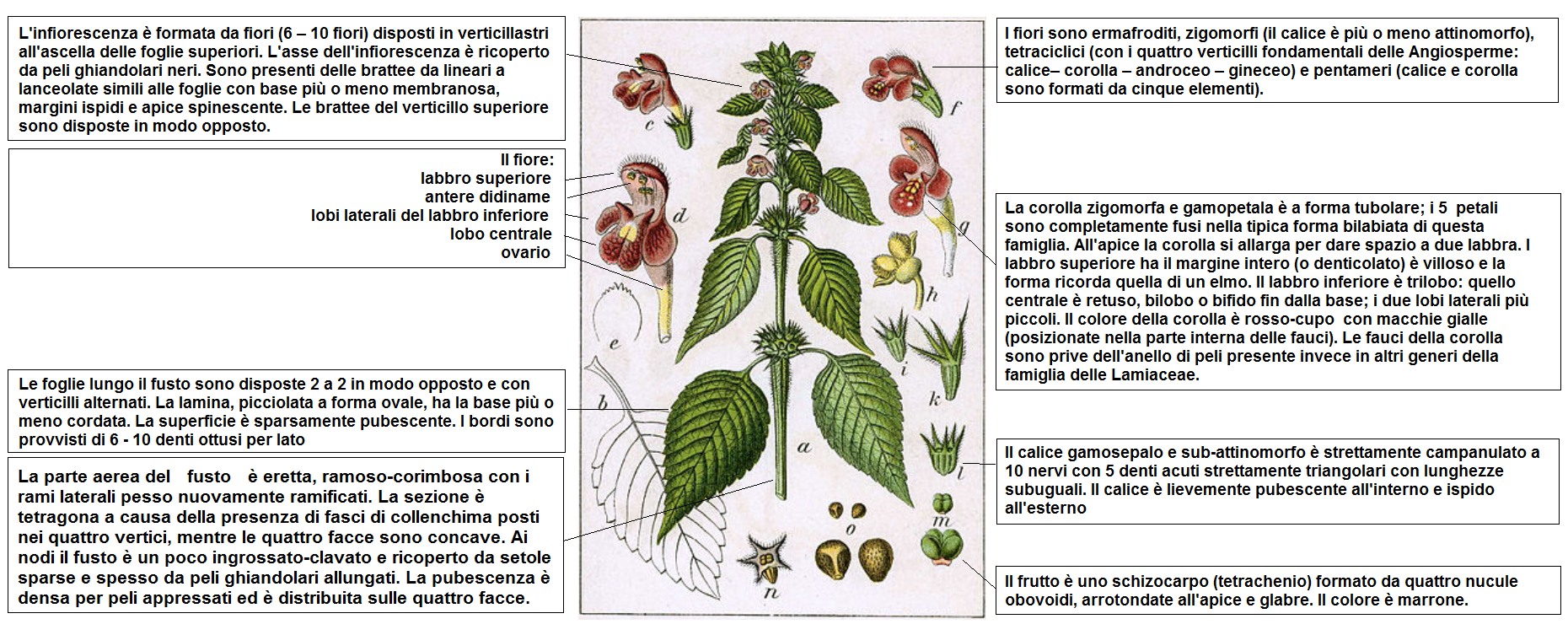
Descrizione delle parti della pianta

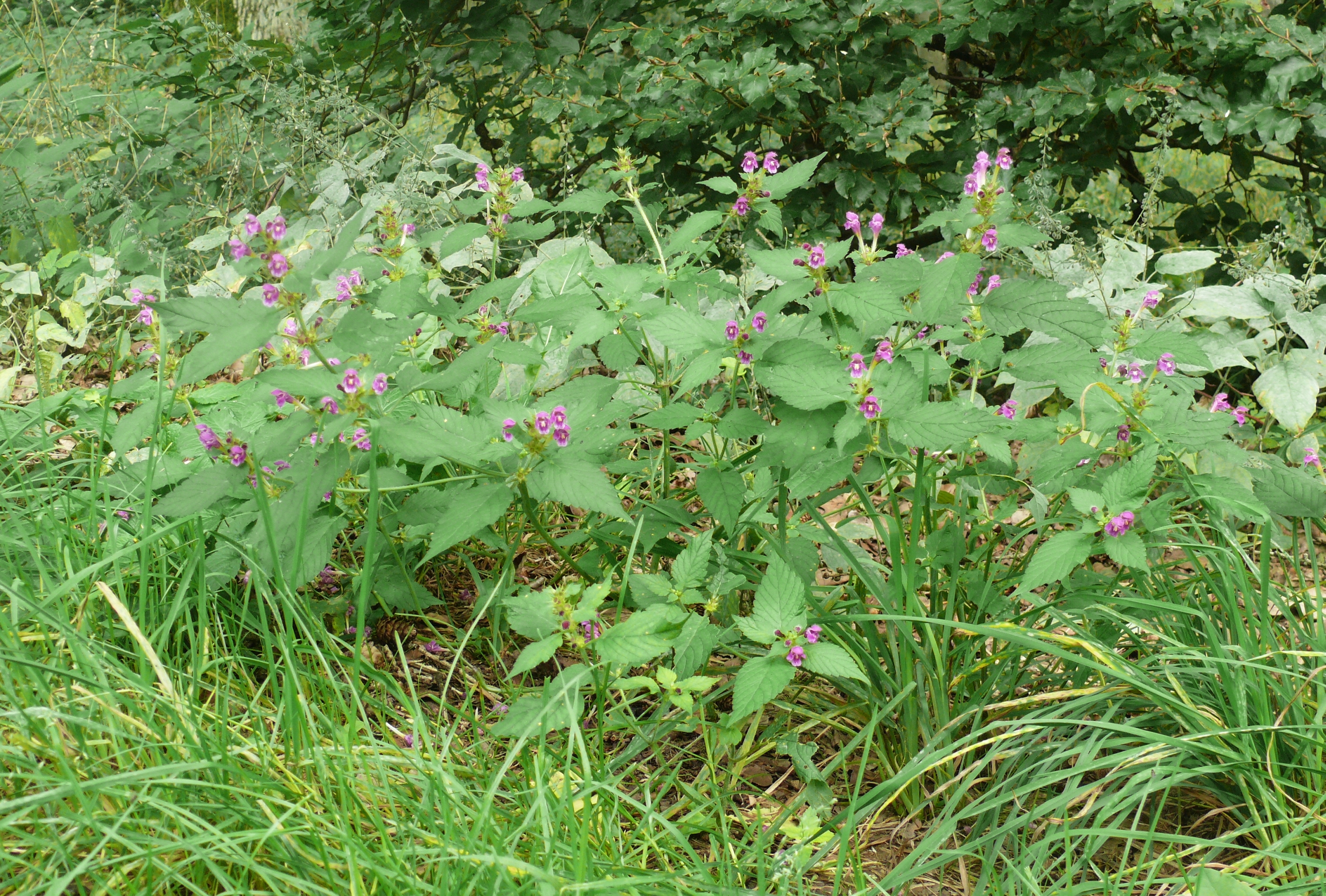
Il portamento

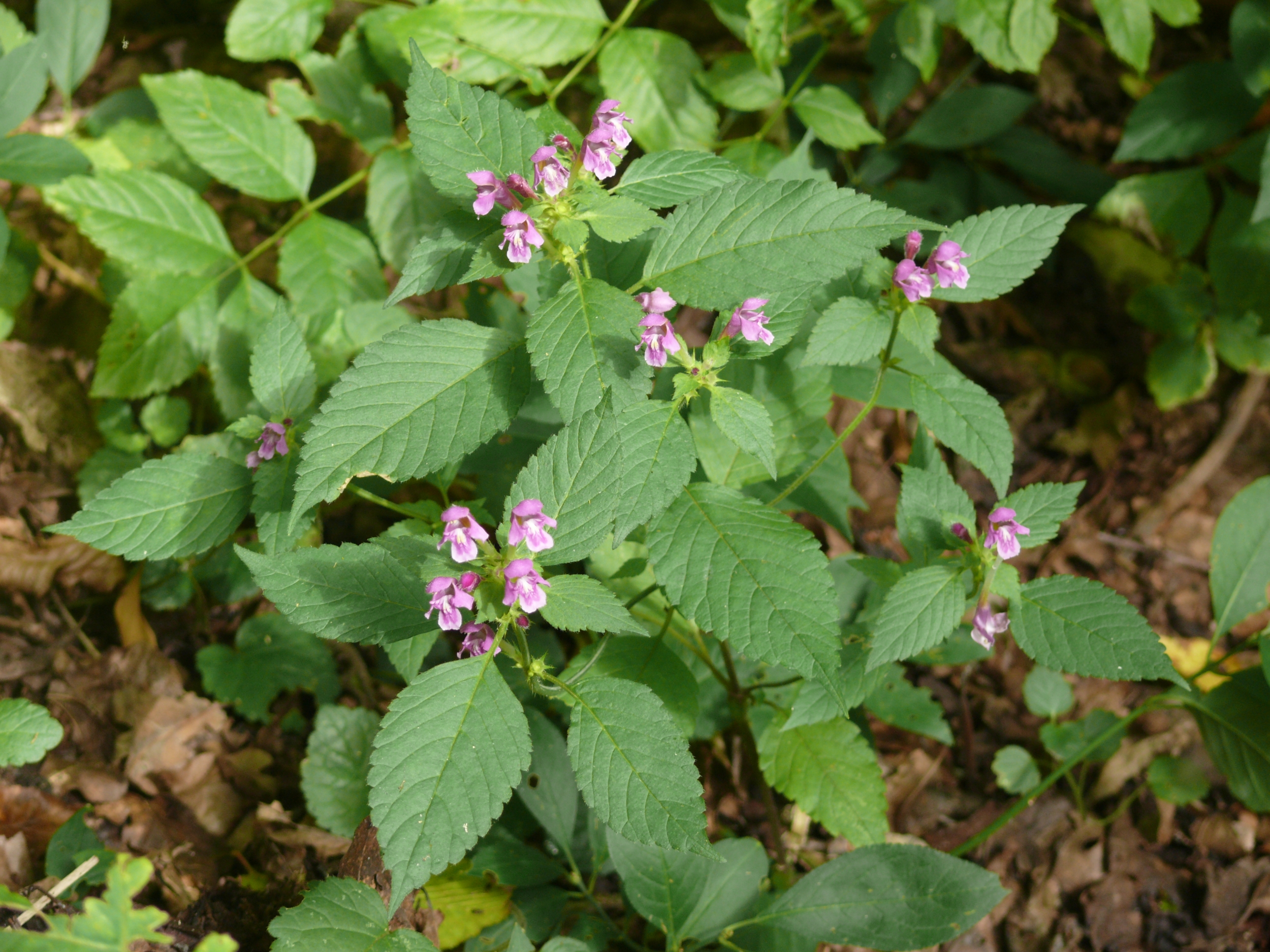
Le foglie

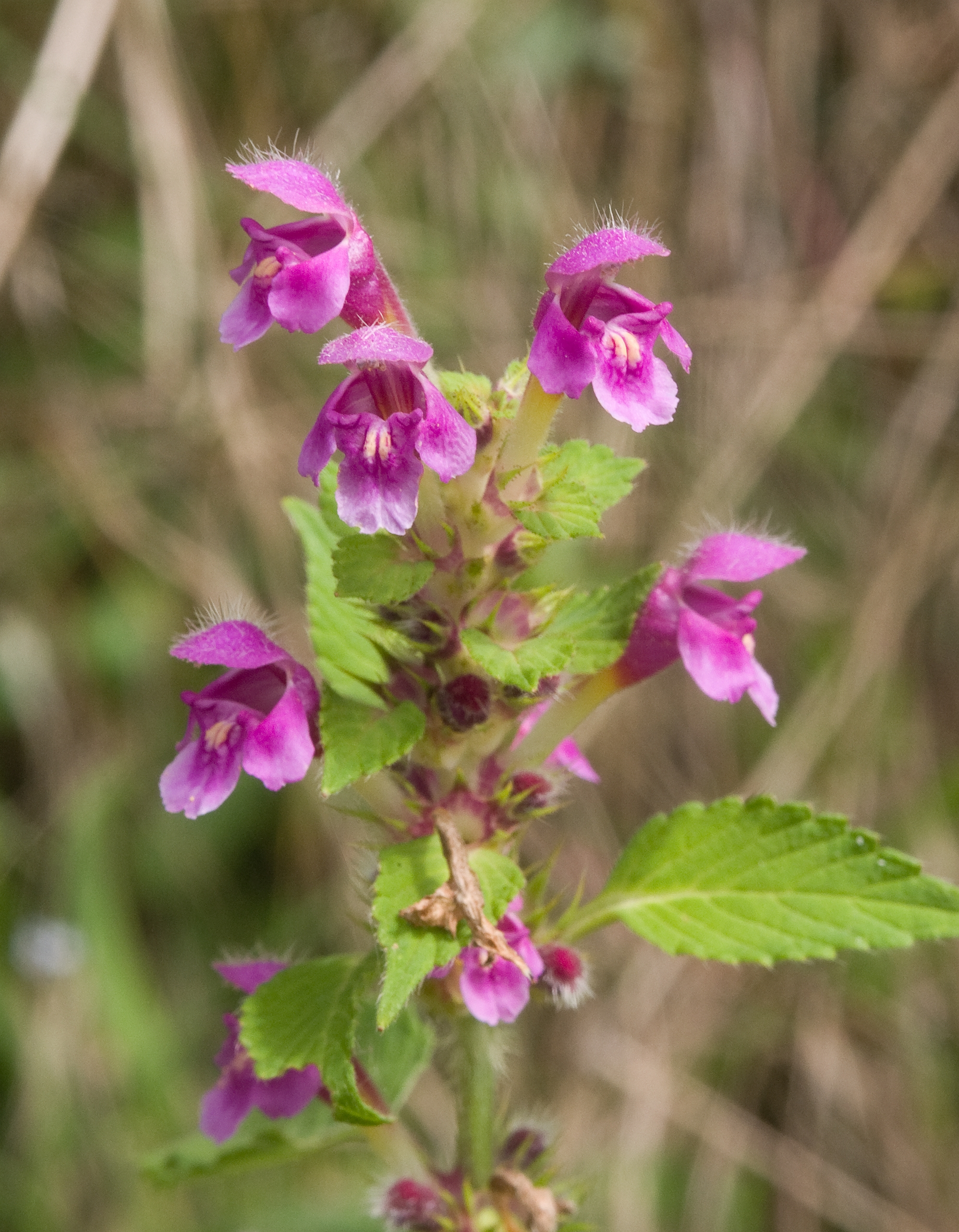
Infiorescenza

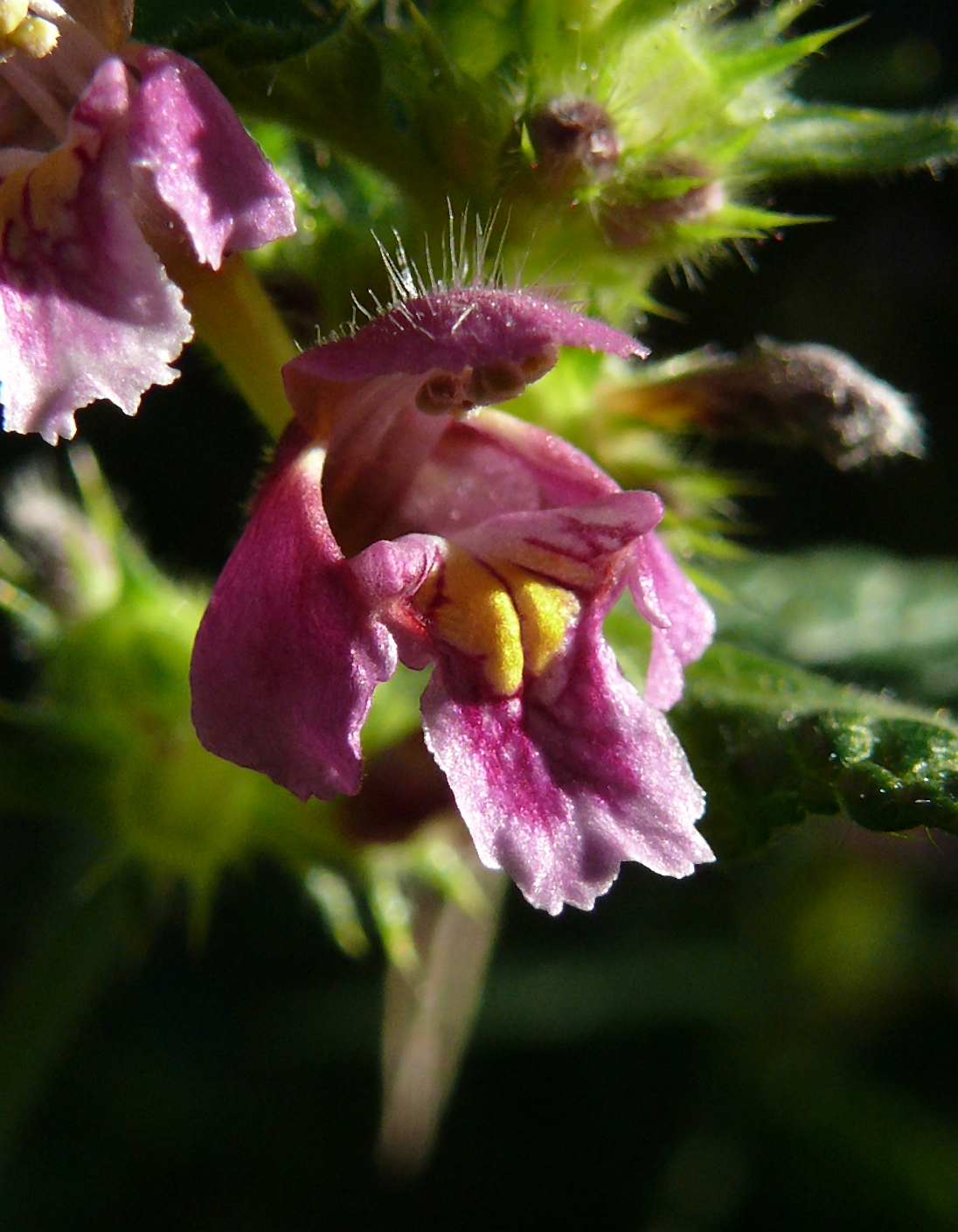
I fiori

Questa specie di piante può raggiungere i 20 – 50 cm di altezza. La forma biologica è terofita scaposa (T scap), ossia in generale sono piante erbacee che differiscono dalle altre forme biologiche poiché, essendo annuali, superano la stagione avversa sotto forma di seme e sono munite di asse fiorale eretto e spesso privo di foglie.

### Radici
Le radici sono del tipo a fittone.

### Fusto
La parte aerea del fusto è eretta, ramoso-corimbosa con i rami laterali spesso nuovamente ramificati. La sezione è tetragona a causa della presenza di fasci di collenchima posti nei quattro vertici, mentre le quattro facce sono concave. Ai nodi il fusto è un poco ingrossato-clavato e ricoperto da setole sparse e spesso da peli ghiandolari allungati. La pubescenza è densa per peli appressati ed è distribuita ugualmente sulle quattro facce.

### Foglie
Le foglie lungo il fusto sono disposte 2 a 2 in modo opposto e con verticilli alternati. La lamina, picciolata a forma ovale, ha la base più o meno cordata. La superficie è sparsamente pubescente. I bordi sono provvisti di 6 - 10 denti ottusi per lato. Lunghezza del picciolo: 1 – 3 cm. Dimensione delle foglie: larghezza 1 – 4 cm; lunghezza 5 – 8 cm. 

### Infiorescenza
L'infiorescenza è formata da fiori (6 – 10 fiori) disposti in verticillastri all'ascella delle foglie superiori. L'asse dell'infiorescenza è ricoperto da peli ghiandolari neri. Sono presenti delle brattee da lineari a lanceolate simili alle foglie con base più o meno membranosa, margini ispidi e apice spinescente. Le brattee del verticillo superiore sono disposte in modo opposto. 

### Fiore
I fiori sono ermafroditi, zigomorfi (il calice è più o meno attinomorfo), tetraciclici (con i quattro verticilli fondamentali delle Angiosperme: calice– corolla – androceo – gineceo) e pentameri (calice e corolla sono formati da cinque elementi).
- Formula fiorale. Per questa specie la formula fiorale della famiglia è la seguente:[9][11]

X, K (5), [C (2+3), A 2+2], G (2), supero, drupa (4 nucole)
- Calice: il calice gamosepalo e sub-attinomorfo è strettamente campanulato a 10 nervi con 5 denti acuti strettamente triangolari con lunghezze subuguali. Il calice è lievemente pubescente all'interno e ispido all'esterno. Dimensione del tubo calicino: 5 – 7 mm; lunghezza dei denti 4 – 6 mm.
- Corolla: la corolla zigomorfa e gamopetala è a forma tubolare; i 4[12]/5 petali sono completamente fusi nella tipica forma bilabiata di questa famiglia. All'apice la corolla si allarga per dare spazio a due labbra. I labbro superiore ha il margine intero (o denticolato) è villoso e la forma ricorda quella di un elmo. Il labbro inferiore è trilobo: quello centrale è retuso, bilobo o bifido fin dalla base; i due lobi laterali sono più piccoli. Il colore della corolla è rosso-cupo con macchie gialle (posizionate nella parte interna delle fauci). Le fauci della corolla sono prive dell'anello di peli presente invece in altri generi della famiglia delle Lamiaceae. Lunghezza della corolla: 20 – 25 mm.
- Androceo: l'androceo possiede quattro stami didinami e sporgenti dalla corolla e posizionati sotto il labbro superiore. I filamenti sono adnati alla corolla e leggermente pubescenti alla base. Le antere sono biloculari. Le teche sono più o meno distinte. La deiscenza è longitudinale per due valve. I granuli pollinici sono del tipo tricolpato o esacolpato.
- Gineceo: l'ovario (tetraloculare) è supero formato da 2 carpelli saldati (ovario bicarpellare). Lo stilo, inserito alla base dell'ovario (stilo ginobasico), ha lo stigma bifido.
- Fioritura: da giugno a agosto (settembre).

### Frutti
Il frutto è uno schizocarpo (tetrachenio) formato da quattro nucule obovoidi, arrotondate all'apice e glabre. Il colore è marrone.

## Riproduzione
- Impollinazione: l'impollinazione avviene tramite insetti (impollinazione entomogama) mediante ditteri, imenotteri, e lepidotteri (meno frequentemente).[8]
- Riproduzione: la fecondazione avviene fondamentalmente tramite l'impollinazione dei fiori (vedi sopra).
- Dispersione: i semi cadendo a terra sono dispersi soprattutto da insetti tipo formiche (disseminazione mirmecoria).

## Distribuzione e habitat

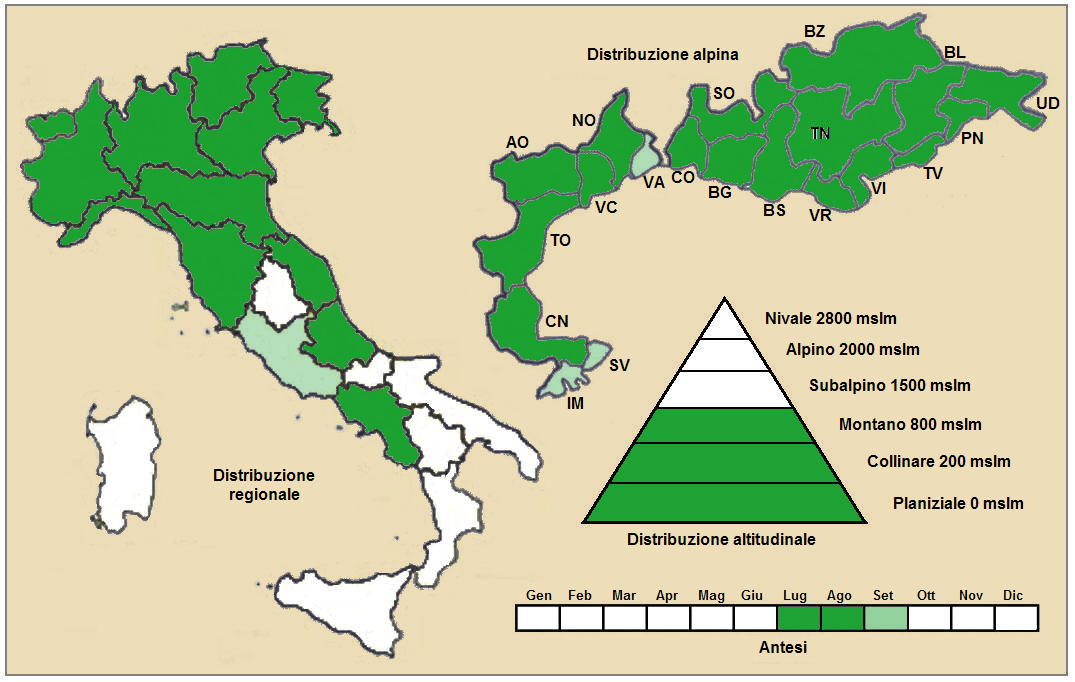
Distribuzione della pianta
(Distribuzione regionale – Distribuzione alpina)

- Geoelemento: il tipo corologico (area di origine) è Centro-Europeo o anche Est-Eurasiatico.
- Distribuzione: in Italia è rara e si trova prevalentemente al Nord. Nelle Alpi è quasi ovunque presente. Fuori dall'Italia, sempre nelle Alpi, questa specie si trova in Francia (dipartimento di Isère), Svizzera (cantoni Ticino e Grigioni), Austria (tutti i Länder) e Slovenia. Sugli altri rilievi europei collegati alle Alpi si trova solamente nei Carpazi.[15] Nel resto dell'Europa si trova dalla Francia alla Transcaucasia e dalla Russia alla Grecia.[16]
- Habitat: l'habitat tipico per questa pianta sono i ruderi, le siepi e i campi; ma anche i margini dei boschi e le strade forestali. Il substrato preferito è calcareo ma anche siliceo con pH neutro, alti valori nutrizionali del terreno che deve essere mediamente umido.[15]
- Distribuzione altitudinale: sui rilievi queste piante si possono trovare fino a 1200 m s.l.m.; frequentano quindi i seguenti piani vegetazionali: collinareo e montano (oltre a quello planiziale – a livello del mare).

### Fitosociologia

#### Areale alpino
Dal punto di vista fitosociologico alpino Galeopsis pubescens appartiene alla seguente comunità vegetale:
- Formazione: delle comunità perenni nitrofile

- Classe: Artemisietea vulgaris

- Ordine: Galio-Alliarietalia

#### Areale italiano
Per l'areale completo italiano Galeopsis pubescens appartiene alla seguente comunità vegetale:
- Macrotipologia: vegetazione erbacea sinantropica, ruderale e megaforbieti

- Classe: Artemisietea vulgaris

- Ordine: Arctio lappae-artemisietalia vulgaris

- Alleanza: Arction lappae

Descrizione: l'alleanza Arction lappae è costituita da piante erbacee, ruderali e nitrofile, eurosiberiane, planiziali e montane, su suoli profondi, diffuse anche nelle zone mediterranee. Le specie di questa alleanza si sviluppano sia su suoli umidi che secchi con notevole differenziazione delle specie partecipanti. In Italia questa alleanza si rinviene fino al piano subalpino, in stazioni legate alla presenza di pascolo in cui si verifica l’accumulo di sostanza organica.

## Tassonomia
La famiglia di appartenenza della specie (Lamiaceae), molto numerosa con circa 250 generi e quasi 7000 specie, ha il principale centro di differenziazione nel bacino del Mediterraneo e sono piante per lo più xerofile (in Brasile sono presenti anche specie arboree). Per la presenza di sostanze aromatiche, molte specie di questa famiglia sono usate in cucina come condimento, in profumeria, liquoreria e farmacia. Il genere Galeopsis si compone di qualche decina di specie, otto delle quali vivono in Italia e nell'ambito della famiglia sono descritte all'interno della sottofamiglia Lamioideae caratterizzata dallo stilo di tipo ginobasico e dal polline 3-colpato con 2 celle. Nelle classificazioni più vecchie la famiglia è chiamata Labiatae.
Il numero cromosomico di Galeopsis pubescens è: 2n = 16..

### Ibridi e specie simili
Spesso questa specie si ibrida con la specie Galeopsis speciosa Miller per formare le specie allopoliploidi Galeopsis tetrahit L. e Galeopsis bifida Boenn..
La tabella seguente evidenzia alcune differenze morfologiche tra le varie specie:
| Specie       | Tipo di pubescenza nell'infiorescenza            | Lunghezza della corolla                  | Morfologia del labbro inferiore |
| ------------ | ------------------------------------------------ | ---------------------------------------- | ------------------------------- |
| G. tetrahit  | setole patenti o riflesse                        | 15 – 20 mm                               | intero e più o meno quadrato    |
| G. bifida    | peli ghiandolari gialli                          | 10 – 15 mm con chiazze gialle alle fauci | retuso, bilobo o bifido         |
| G. speciosa  | setole patenti e pubescenza appressata (in alto) | 22 – 34 mm                               | intero                          |
| G. pubescens | densa                                            | 20 – 25 mm                               | intero o appena bilobo          |

### Sinonimi
Questa entità ha avuto nel tempo diverse nomenclature. L'elenco seguente indica alcuni tra i sinonimi più frequenti:
- Galeopsis ladanum var. grandiflora Rigo
- Galeopsis murriana  Borbás & Wettst. ex Murr
- Galeopsis pubescens var. carthusianorum  Briq.
- Galeopsis subspeciosa  Borbás
- Galeopsis tetrahit var. pubescens  (Besser) Benth.
- Galeopsis variegata  Wender.
- Galeopsis versicolor  Spenn.
- Galeopsis walteriana  Schltdl.

## Altre notizie
La galeopside pubescente in altre lingue è chiamata nei seguenti modi:
- (DE)  Weichhaariger Hohlzahn, Weichhaariger Hanfnessel
- (FR)  Galéopsis pubescent
- (EN)  Downy Hemp-nettle